# Митрофан Охридски
Митрофан е православен духовник, охридски архиепископ около 1614 година.
Сведенията за Митрофан са оскъдни. Споменат е в документ на патриарх Тимотей II Константинополски от юли 1614 година и изглежда става охридски архиепископ малко по-рано. Той не се задържа дълго на този пост, тъй като през 1615 година архиепископ отново е Атанасий. Предполага се, че след това Митрофан живее в Константинопол, където през април 1623 година участва в свалянето на патриарх Кирил I Лукарис. Не е известно кога е починал.